# Mil Mi-24
Il Mil Mi-24 (in cirillico: Миль Ми-24?, nome in codice NATO: Hind) è un elicottero d'attacco e da trasporto truppe, di fabbricazione sovietica prima e russa poi, sviluppato dall'OKB Mil negli anni sessanta a partire dal Mil Mi-8 ed entrato in servizio presso le Forze armate sovietiche nel 1972.
Progettato per missioni di scorta, ricognizione, supporto aereo e contro-carro è in grado di trasportare fino ad 8 uomini equipaggiati, capacità che gli è valso il nome di AIFV, ossia corazzato da trasporto truppe volante. Caratterizzato da un'elevata potenza di fuoco ed una pesante corazzatura, con una fusoliera in grado di resistere a colpi da 12,7 mm, si contraddistingue per la forma dei cupolini degli abitacoli e per la singolare disposizione, per un elicottero da trasporto, di pilota e cannoniere.
Prodotto in più di 2.000 esemplari, ha riscosso un notevole successo commerciale ed è tuttora uno dei velivoli più diffusi tra le forze armate dei Paesi ex-URSS nonché quelli in via di sviluppo ed è stato impiegato in numerosi conflitti regionali e non, il primo dei quali fu la guerra dell'Ogaden.
È stato aggiornato in numerose versioni sin dall'entrata in servizio. la più recente è la Mi-35P prodotta in serie da Russian Helicopters a partire da agosto 2020.

## Sviluppo
Lo sviluppo del Mil Mi 24 iniziò all'incirca contemporaneamente a quello della controparte occidentale, il Bell AH-1 Cobra, alla metà degli anni sessanta, quando entrambi gli schieramenti compresero la necessità di disporre di elicotteri da combattimento pesanti, capaci di infliggere gravi danni al nemico e di operare nel ruolo di "Gunship". Tuttavia l'approccio al problema del capo designer della Mil Michail Leont'evič Mil' fu radicalmente diverso da quello dei progettisti americani. Mentre questi ultimi svilupparono un velivolo di dimensioni ridotte, il cui unico compito era quello di garantire il fuoco di copertura, l'industria sovietica si concentrò sulla produzione di un velivolo capace di svolgere anche il ruolo di trasporto delle truppe d'assalto e di dimensioni decisamente maggiori rispetto a quelle del Bell AH-1 Cobra. La base per la progettazione del nuovo elicottero fu data dal Mil Mi-8, che era essenzialmente un elicottero da trasporto con capacità marginali di effettuare degli attacchi.
Apparve quindi subito necessario effettuare modifiche radicali al velivolo affinché potesse assolvere ai ruoli previsti. Come prima cosa furono aggiunte delle ali, ai lati della fusoliera, che avrebbero dovuto solamente garantire dei punti di appoggio per le armi, ma che si rivelarono in un secondo momento, con l'esperienza accumulata con il Mil Mi-6, un'aggiunta preziosa per migliorare le caratteristiche aerodinamiche e la capacità di carico. Il vano di carico fu quindi adattato al nuovo tipo di impiego. Le dimensioni vennero notevolmente ridotte rispetto al Mil Mi-8 e il portellone posteriore di accesso al vano di carico fu sostituito da due porte laterali. Il vano di carico del Mi-24 poteva ospitare otto soldati equipaggiati o tre soldati feriti in barella. La Mil propose quindi il prototipo del nuovo Mil Mi 24 in due versioni, entrambe dotate del motore a turbina di nuova generazione Isotov capace di erogare 1700 CV sull'albero: un modello da sette tonnellate con un unico motore a turbina e uno da dieci tonnellate con due motori a turbina.
Anche se il modello monomotore non andò mai in produzione, la Mil lo aveva proposto per vincere, con un modello più economico, la concorrenza della rivale Kamov che aveva presentato una versione modificata del Kamov Ka-25, già in servizio con la Marina militare sovietica.
Alla fine la scelta cadde su Mi-24 bimotore e il 6 maggio 1968 il Politburo autorizzò la costruzione dei primi prototipi. Nell'agosto dello stesso anno era pronto un simulacro, a cui fu dato il nome in codice di Giallo 24. Il 15 settembre 1969 fu pronto il primo prototipo e quattro giorni più tardi fu effettuato il primo volo. Con dei prototipi costruiti successivamente furono continuati i test di volo per altri 18 mesi, prima che ne fosse avviata la produzione in serie verso la fine del 1971.

## Caratteristiche
Per la sua pesante corazzatura, i piloti sovietici lo hanno definito a suo tempo "carro armato volante". Ciò nonostante, mentre la cabina resiste anche a colpi calibro 12,7 mm, il rotore di coda è vulnerabile alle armi da fuoco, e gli ugelli di scarico non protetti posti ai due lati della fusoliera immediatamente sotto il rotore lo rendono un facile bersaglio per i missili a guida termica come gli Stinger.
Costretto dalla motoristica e dalla mole a volare a quote medie, era un facile bersaglio per missili anti-aerei a ricerca termica.

## Uso in combattimento
Durante la guerra fredda erano considerati con timore dalla NATO: infatti un gran numero di queste "cannoniere volanti" (altro nomignolo oltre al russo "Gorbach", "il Gobbo") vennero schierate nel settore europeo. Furono impiegati attivamente e con ottimi risultati nella guerra Iran-Iraq, dai libici nel conflitto in Ciad, dai siriani in Libano contro gli israeliani. Nelle prime versioni il Mil Mi 24 (battezzato in codice NATO Hind che vuol dire "cerva") presentava una carlinga differente con abitacolo unico per i tre uomini di equipaggio (pilota, puntatore e motorista). In seguito venne adottata la soluzione con pilota e puntatore su posti in tandem sotto cupole separate e il rotore di coda venne spostato dal lato destro al lato sinistro (Per l'abitacolo in tandem e le sue enormi dimensioni, le truppe sovietiche soprannominarono "coccodrillo" il Mi-24D).
Guerra afghana

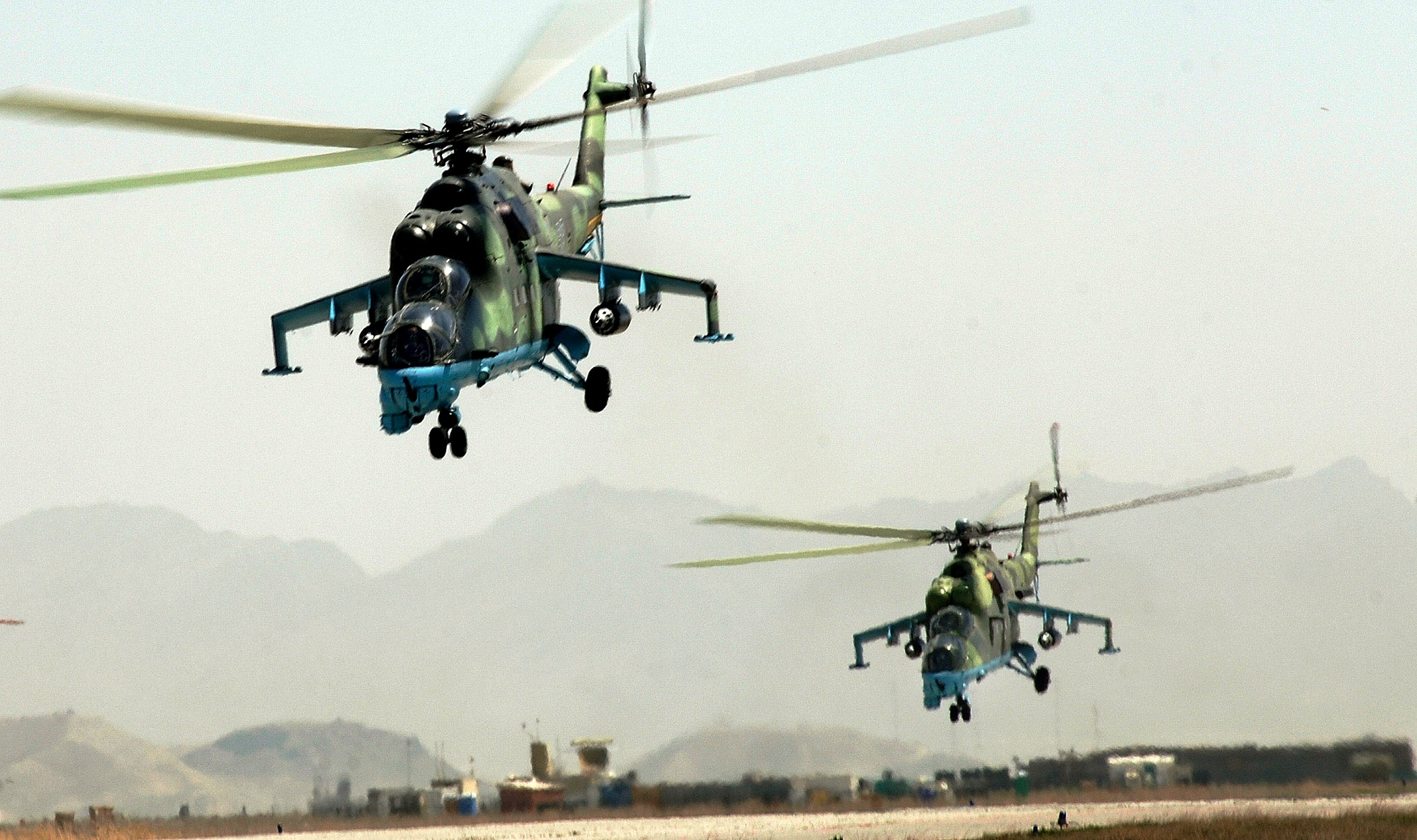
Mil Mi-24 Hind in Afghanistan

Nonostante il Mil Mi-24 Hind fosse già stato impiegato in conflitti prima dell'invasione dell'Afghanistan nel 1979, la campagna afghana diede la prima vera possibilità ai piloti russi di poter valutare questo apparecchio in uno scenario realistico. Dopo qualche difficoltà iniziale a causa della strategia errata adottata dai piloti, che volavano a bassa quota sugli altopiani afghani, dove il velivolo risentiva delle prestazioni inferiori provocate dall'alta quota e dal clima torrido, subendo alcune perdite, cambiarono il loro approccio. Il Mil Mi-24 non era adatto al volo radente, troppo pesante e troppo ingombrante rischiava di schiantarsi nelle strette gole montagnose, ma poteva bensì sorvolare ripetutamente il campo di battaglia attaccando con il pesante armamento di cui era dotato. I piloti russi iniziarono quindi ad effettuare attacchi simili a quelli che poteva eseguire un aereo, sorvolando il campo di battaglia a più riprese e sfruttando l'elevata velocità di crociera del velivolo. Fu allora che si rese necessario sostituire la mitragliatrice direzionabile a canne rotanti da 12 mm con un'arma più pesante. Dal momento che l'elicottero non rimaneva più in hovering per sferrare gli attacchi ma sorvolava il bersaglio ripetutamente, la mitragliatrice montata sotto il muso fu sostituita da due mitragliatrici pesanti da 30 mm fisse sul lato destro della fusoliera.
Uno dei problemi maggiori emerse quando americani e inglesi iniziarono a rifornire i ribelli con missili Stinger a guida termica. L'elevata potenza dei motori aveva come conseguenza l'emissione di una grande quantità di calore. A ciò si aggiunse il fatto che le prime versioni impiegate in Afghanistan non erano dotate di sistemi per sopprimere le radiazioni infrarosse. Il risultato fu che questi enormi apparecchi erano facili bersagli e molti andarono persi. Quando successivamente si dotarono gli elicotteri di sistemi per la soppressione dell'emissione infrarossa, che altro non erano se non miscelatori di aria che mescolavano l'aria fredda esterna con il getto caldo che usciva dalle turbine, le perdite si ridussero, ma rimasero comunque elevate, visto anche l'alto numero di missili che l'occidente fornì ai guerriglieri.
Un numero considerevole di Mil Mi-24 fu poi anche impiegato nei dintorni dell'aeroporto di Kabul per proteggere gli aerei da trasporto che atterravano e decollavano. Prima di ogni atterraggio e decollo, gli elicotteri sorvolavano la zona intorno all'aeroporto alla ricerca di possibili ribelli armati di missili Stinger. Durante la fase di decollo del velivolo da trasporto gli elicotteri lanciavano flares per ingannare un eventuale missile che era stato lanciato contro il velivolo in fase di decollo. Se necessario il pilota per proteggere il velivolo aveva anche ricevuto l'ordine di mettersi sulla linea di fuoco nemica, affinché venisse colpito il suo elicottero al posto del velivolo da trasporto. A causa di questo ordine, le unità assegnate alla protezione dell'aeroporto di Kabul avevano anche ricevuto il soprannome di unità Matrosov, in ricordo dell'eroe sovietico della seconda guerra mondiale, che si pose sulla linea di fuoco di una mitragliatrice tedesca per proteggere l'avanzata dei suoi commilitoni.

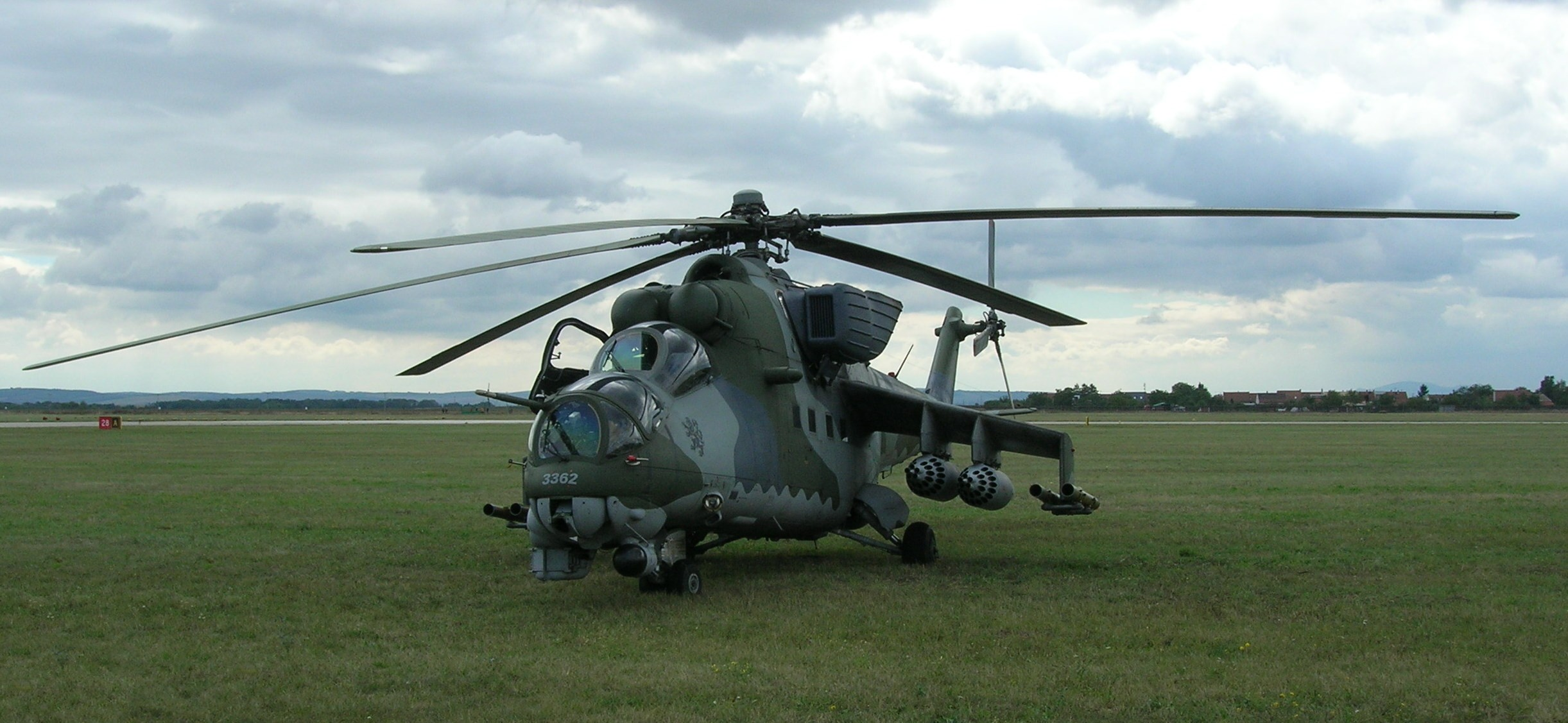
Da notare le modifiche apportate agli ugelli di scarico delle turbine per ridurre la segnatura IR

Complessivamente si può però dire che questo apparecchio ha dato buona prova di sé, anche grazie alla sua pesante corazza che in più di una occasione ha salvato l'equipaggio e al suo pesante armamento. Nonostante potesse trasportare otto soldati armati, ci si rese conto che operare con soldati a bordo non risultava particolarmente vantaggioso. Per l'equipaggio era solamente un fattore di distrazione in più, mentre l'apparecchio risultava più pesante e meno manovrabile. Si preferì quindi ricorrere all'aiuto degli Mil Mi-8 che trasportavano la fanteria mentre i Mil Mi-24 fornivano la potenza di fuoco necessaria per proteggere gli altri elicotteri. Il vano di carico, che rimase quindi libero, fu occupato da un terzo membro dell'equipaggio che, dotato di due mitragliatrici su entrambi i lati, andava ad aumentare la già imponente potenza di fuoco di questo elicottero, permettendo all'apparecchio di attaccare anche obiettivi che si trovassero ai suoi lati.
Tuttavia, le dimensioni più che ingombranti del velivolo ostruivano quasi completamente la visione posteriore del pilota. Per rimediare a questo difetto vennero proposte varie soluzioni: l'apertura di un portellone sul retro, ad esempio, si rivelò pressoché controproducente, dal momento che la polvere e i fumi in uscita dalle turbine venivano risucchiati durante il volo all'interno del vano di carico. L'elicottero venne dunque dotato di specchietti retrovisori.
Guerra Iran-Iraq
Il Mil Mi-24 fu anche impiegato nella guerra tra Iran e Iraq dalle Forze armate irachene. Ancora una volta la sua corazza resistente e il suo armamento pesante risultarono indispensabili per contrastare le forze armate iraniane. Ciò nonostante gli Hind iracheni non si dimostrarono particolarmente efficaci nei confronti di veicoli corazzati. Armati solamente con dei vetusti missili 9M17 Skorpion non furono in grado di contrastare in modo efficace le forze armate iraniane. Gli iracheni svilupparono quindi una nuova tattica d'attacco, attaccando le colonne corazzate con Mil Mi-24 che tenevano occupate le difese aeree e con degli Aérospatiale Gazelle francesi, armati di missili Tow, potevano arrecare gravi danni ai veicoli corazzati iraniani.
Durante questo conflitto ci furono anche numerosi scontri tra gli AH-1J Sea Cobra iraniani e i Mil Mi-24 iracheni. Complessivamente durante il conflitto andarono persi 6 Mil Mi-24 iracheni, mentre gli iraniani persero 10 AH-1J Sea Cobra. Nonostante i numerosi scontri verificatesi fra i due elicotteri, le perdite modeste da entrambi i lati non permettono di trarre conclusioni su quale dei due velivoli fosse superiore.
Operazione Mount Hope III
L'operazione Mount Hope III è stata un'operazione segreta condotta dal 160º Special Operations Aviation Regiment statunitense. Obiettivo dell'operazione era il recupero di un elicottero d'attacco di fabbricazione sovietica Mi-24 "Hind"D catturato dalle truppe ciadiane nel corso degli scontri legati al conflitto tra Libia e Ciad. Nella notte tra il 10 e l'11 giugno 1988 due Chinook del 160º, dopo un volo di quasi 500 miglia, arrivarono a Ouadi Doum ove si trovava l'elicottero libico, lo sollevarono e, dopo aver effettuato durante il volo di rientro due rifornimenti di carburante con l'assistenza di due C-130 Hercules, fecero ritorno alla loro base di partenza a N'Djamena senza essere scoperti, ove il Mil Mi-24 Hind D fu caricato su un aereo da trasporto pesante Lockheed C-5 Galaxy per essere poi trasportato negli Stati Uniti e analizzato con cura. La missione fu condotta completamente all'interno del Ciad con l'appoggio segreto del governo di quel Paese.

### Guerra in Ucraina
Presente ampiamente in entrambi gli schieramenti russo e ucraino, il Mi-24 è stato largamente usato nel corso delle operazioni di combattimento, in tutte le sue versioni. Tuttavia, dato il progresso tecnologico dei sistemi d'arma anti-aerei, numerosi esemplari sono stati abbattuti.

## Versioni

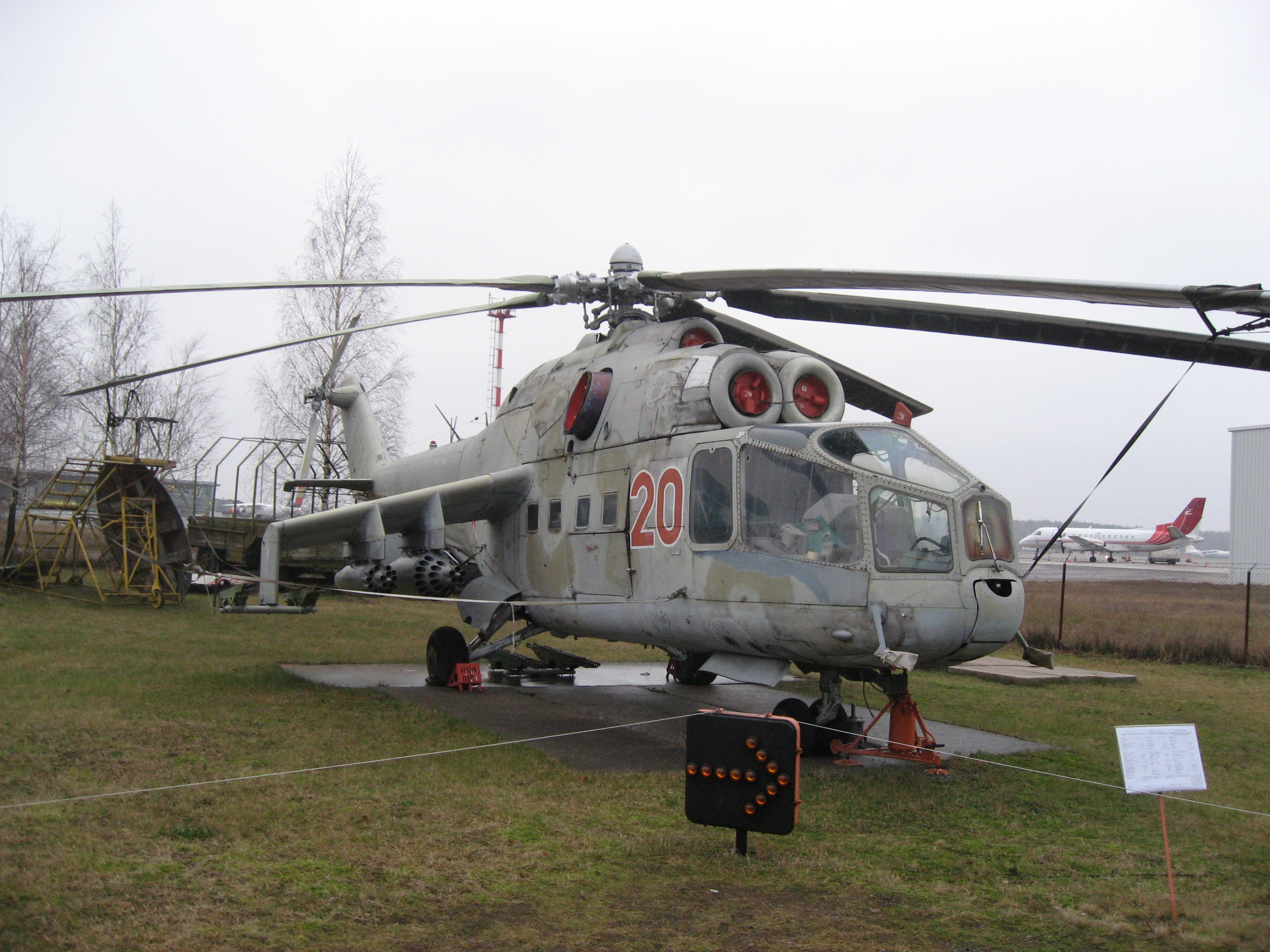
Una delle prime versioni si notino le differenze con i modelli successivi

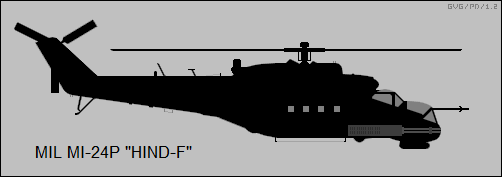
Prospetto del Mil Mi-24P Hind-F

Mi-24 "Hind-A": versione originaria con abitacolo per 3 persone. La sua arma di base era una mitragliera pesante a canna singola sistemata sotto il muso, a cui si aggiungevano 4 lanciarazzi e 4 missili AT-2.
Mi-24 "Hind-B": primo aggiornamento della versione Hind-A priva di mitragliera.
Mi-24 "Hind-C": versione da addestramento
Mi-24 "Hind-D": versione con muso ridisegnato e mitragliera a 4 canne rotanti calibro 12,7 mm, capace di sparare fino a 4000 colpi al minuto e dotata di sistemi di puntamento migliorati rispetto al modello precedente. L'armamento si basa su 28 razzi da 57 mm HE o HEAT e 4 missili anticarro AT-2 Swatter. È inoltre possibile come su tutte le restanti versioni alloggiare 8 uomini armati.
Mi-25: versione da esportazione dell'Hind-D
Mi-24V "Hind-E": versione del 1976 con sistemi di volo migliorati e missili supersonici AT-6 Spiral, capaci di colpire a 5–6 km di distanza e, limitatamente, anche con capacità anti-elicottero.
Mi-24P "Hind-F": versione con cannone fisso GSh-30K calibro 30 mm a doppia canna con una celerità di tiro di 2500 colpi al minuto installato sul fianco destro della fusoliera e munito di vistosi soppressori di vampa per evitare l'abbagliamento del puntatore.
Mi-35: versione da esportazione dell'Hind-F
Mi-35M: versione ognitempo prodotta a partire dal 2005 con nuova avionica e suite difensiva Vitebsk/President-S. 60 esemplari in forza alla VKS russa.
Mi-35P: versione sviluppata da Russian Helicopters, dotata di nuova avionica, camere termiche, visori notturni, glass cockpit, telemetro laser, contromisure elettroniche, suite difensiva Vitebsk/President-S e nuovi missili contro-carro. Produzione in serie iniziata ad agosto 2020.

## Utilizzatori

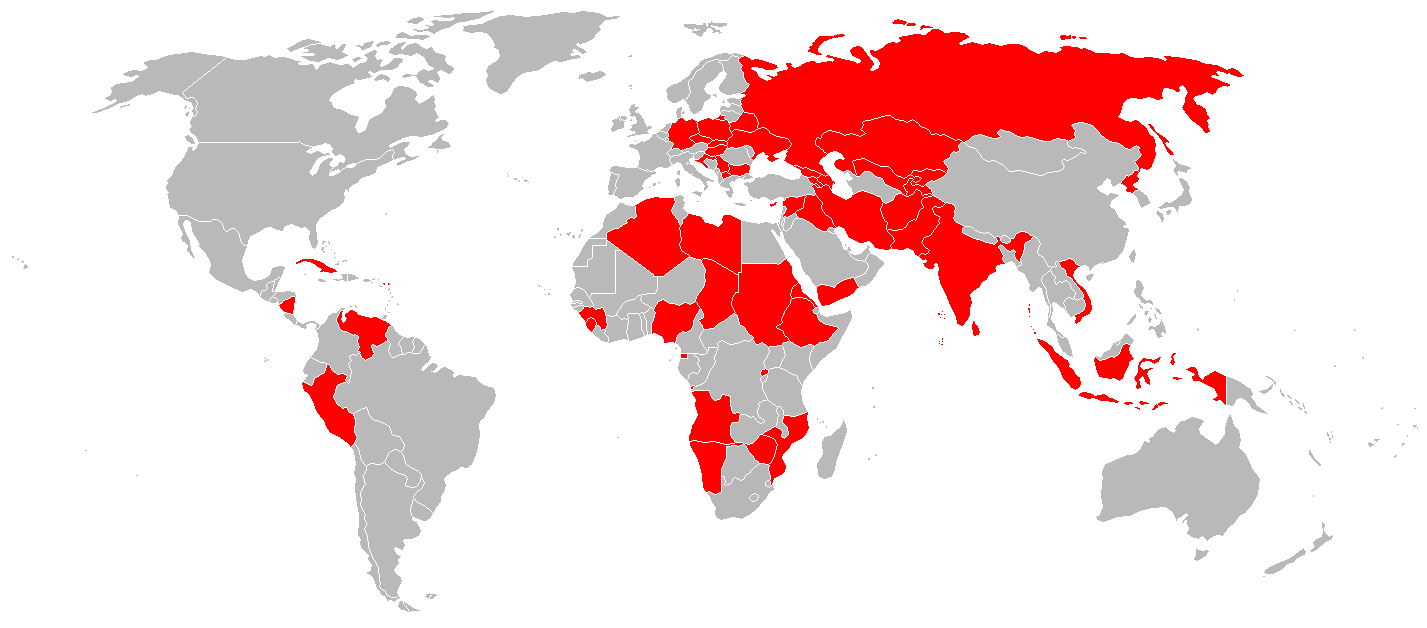
Paesi che utilizzano il Mil Mi-24 o il Mil Mi-35

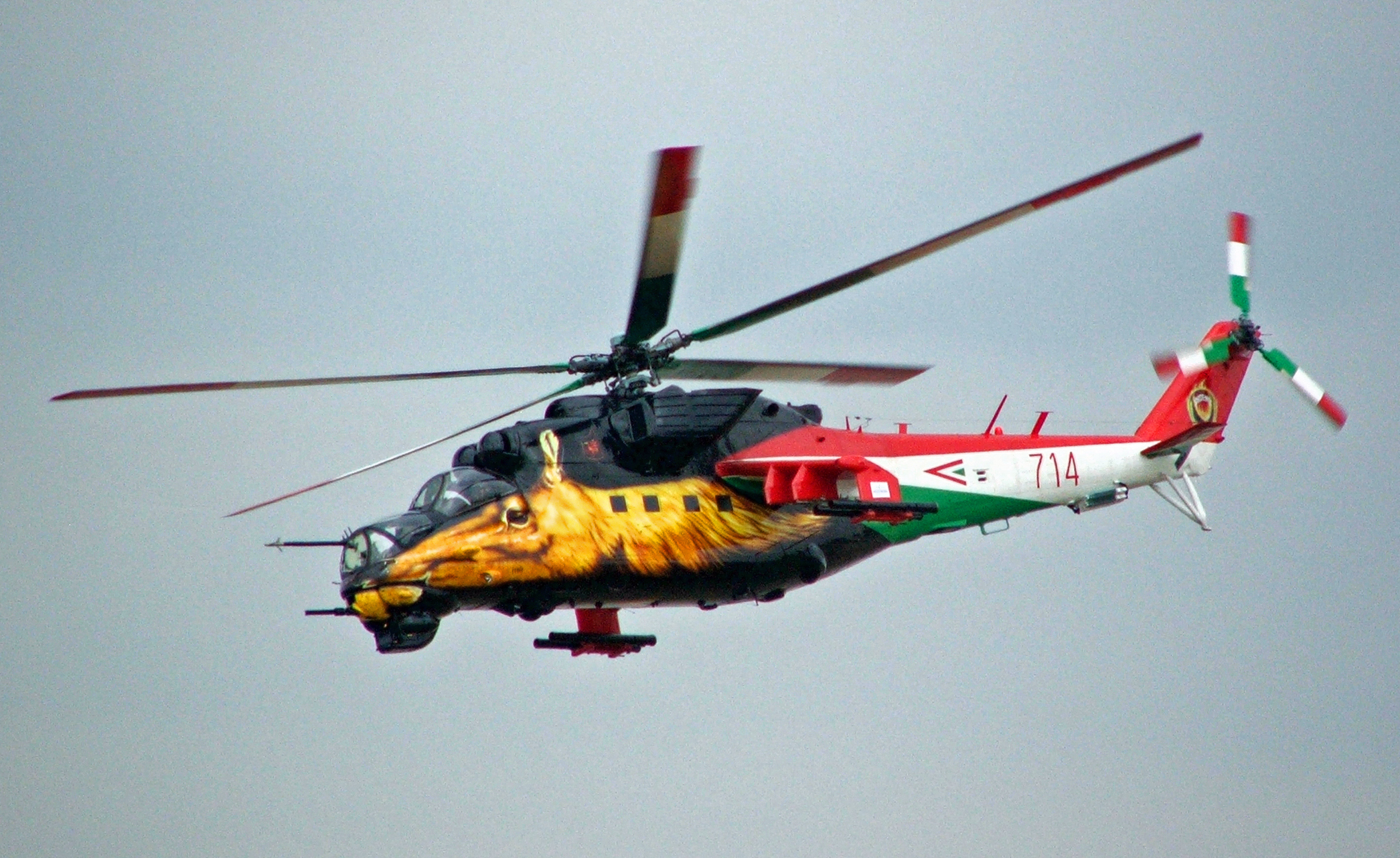
Mil Mi-24 ungherese in colorazione speciale per una esibizione aerea

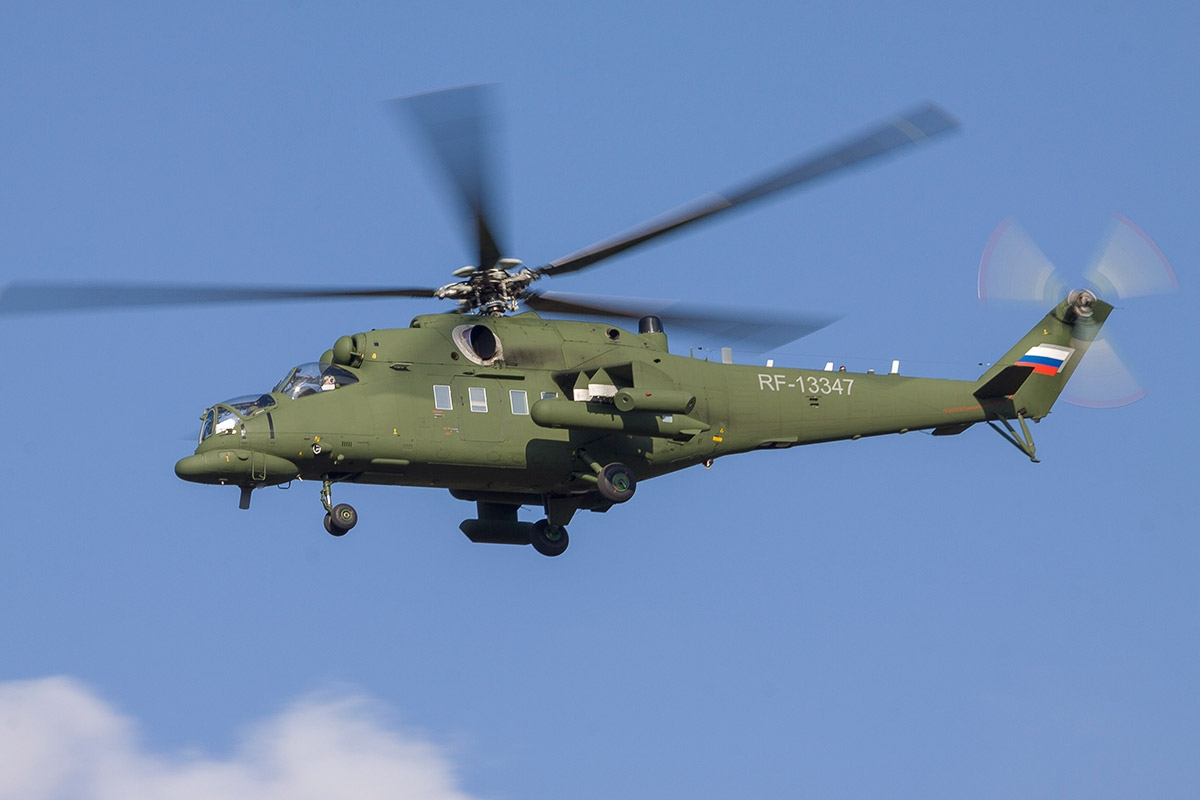
Mil Mi-35MS nella livrea della Voenno-Kosmičeskie Sily Rossijskoj Federacii nel 2014.

Oltre ad essere stato utilizzato da tutte le forze armate del Patto di Varsavia, il Mil Mi-24 è stato esportato in molti altri Paesi. Degli oltre 2 000 esemplari costruiti dal 1978 in poi, ben 600 furono venduti a Paesi che non facevano parte del Patto di Varsavia. Inoltre, dopo la guerra del Golfo, gli USA hanno catturato almeno un esemplare di Mi-24, in seguito portato in territorio statunitense e utilizzato durante alcune esercitazioni come velivolo ostile. Di seguito sono riportati tutti gli operatori del Mil Mi-24.
 Afghanistan
- De Afghan Hauai Quvah

5 Mi-35 forniti dalla Repubblica Ceca nel 2008, ma messi a terra. 4 esemplari sono stati donati dalla Bhāratīya Vāyu Senā indiana e consegnati a partire da gennaio 2016. Ulteriori 4 Mi-24V sono stati donati dall'India, ma non è stato dichiarato se andranno a sostituire i 4 esemplari consegnati in precedenza, perché non più in grado di volare o perché persi in operazioni.
 Algeria
- Al-Quwwat al-Jawwiyya al-Jaza'iriyya

Al settembre 2018 risultano in servizio 30 esemplari tra Mi-24P e Mi-24 Mk.II Super Hind.
 Angola
- Força Aérea Nacional Angolana

Ad agosto 2015 risultano in servizio 15 esemplari.
 Armenia
- Hayastani R'azmao'dayin Owjher

11 esemplari in servizio a novembre 2015.
 Azerbaigian
- Azərbaycan hərbi hava qüvvələri

18 tra Mi-24P e Mi-24V ex ucraini ordinati nel 2006, Mi-24P, 7 Mi-24V, 9 Mi-24G Super Hind e 24 Mi-35M in servizio al giugno 2020. I 9 Mi-24G sono Mi-24V aggiornati che sono stati riconsegnati tra il 2014 ed il 2017. I 24 Mi-35M sono stati acquisiti nel 2010 con consegne completate nel 2014.
 Bielorussia
- Voenno-vozdušnye sily i vojska protivovozdušnoj oborony

76 Mi-24 ex sovietici ricevuti dal 1992. Il numero degli esemplari in servizio è andato a calare negli anni, risultavano in servizio 25 esemplari al dicembre 2014. Mentre al novembre 2016 risultavano in servizio 20 Mi-24V. Al novembre 2019, secondo fonti non ufficiali, dovrebbero essere in servizio solo 4 Mi-24K e Mi-24R. Ulteriori 4 esemplari della nuova versione Mi-35M sono stati ordinati all'ottobre 2020.
 Birmania
- Tatmdaw Lei

9 Mi-35P Hind-E consegnati, e tutti in servizio al dicembre 2016. Ulteriori 2 Mi-35P consegnati a dicembre 2019.
 Brasile
- Força Aérea Brasileira

12 MI-35M Hind-E ordinati nel 2008 e consegnati tra il 2010 ed il 2014 (tutti in servizio al dicembre 2017), dotati di sensori, sistemi di comunicazione e protezione dell'israeliana Elbit.
 Bulgaria
- Bălgarski Voennovăzdušni sili

2 Mi-24V Hind-E aggiornati in servizio al gennaio 2018, più altri 4 esemplari in inventario, ma fuori servizio. Il ministero della Difesa bulgaro ha annunciato il 26 marzo 2019 l'aggiudicazione del contratto per la revisione e l'estensione della vita dei 4 Mi-24V immagazzinati, da parte della società locale TEREM Holding EAD. 3 Mi-24D ceduti al Burkina Faso.
 Burkina Faso
- Force Aérienne de Burkina Faso

3 Mi-24D ricevuti di seconda mano dalla Bulgaria.
 Burundi
- Armée Nationale du Burundi

1 Mi-24D Hind-D e 2 Mi-24V Hind-F consegnati e tutti in servizio all'agosto 2017.
 Camerun
- Armée de l'Air du Cameroun

2 Mi-24V ex slovacchi consegnati nel 2016, dopo essere stati aggiornati in Polonia.
 Cecoslovacchia
- Československá lidová armáda

28 Mi-24D consegnati tra l'agosto del 1978 e il 1982. 31 Mi-24V e 2 Mi-24DU da addestramento acquistati tra il 1985 e il 1989.
 Rep. Ceca
- Vzdušné síly armády České republiky

16 Mi-24D, 20 Mi-24V e un Mi-24DU ottenuti allo scioglimento della Cecoslovacchia. Utilizzati per dieci anni ancora, le versioni più vecchie, la D e la DU, furono gradualmente ritirate a partire dal 2003, anno in cui furono sostituite con 7 Mi-24V e, dal 2005-2006, con 10 Mi-35. 8 Mi-24V sono stati consegnati tra luglio 2022 e marzo 2024 alle Forze terrestri ucraine. Gli ultimi  11 esemplari sono stati ritirati dal servizio il 15 ottobre 2023.
 Ciad
- Force Aérienne Tchadienne

8 Mi-24 consegnati, 5 in servizio al maggio 2018.
 Cipro
- Kypriaki Stratiotiki Aeroporia

12 Mi-35P consegnati nel 2001-2002, un esemplare è andato perso nel 2006. Gli 11 esemplari superstiti sono stati ritirati e messi in vendita nel 2021. Tutti gli 11 Mi-35P superstiti sono stati venduti alla Aeronautica militare serba a gennaio 2023 e consegnati tra il 19 e il 21 novembre dello stesso anno.
 Rep. del Congo
- Armée de l'Air du Congo

Dei 15 Mi-24V Hind-E e 4 Mi-24P Hind-F consegnati ne restano in servizio per ogni versione un solo esemplare al settembre 2018.
 RD del Congo
- Force Aérienne du Congo

10 tra Mi-24V e Mi-35 consegnati, 8 in servizio all'ottobre 2018.
 Corea del Nord
- Chosŏn Inmin Kun Konggun

25 Mi-24 consegnati, 20 in servizio al novembre 2018.
 Costa d'Avorio
- Force Aérienne de la Côte d'Ivoire

5 Mi-24V Hind-E consegnati, 2 in servizio al gennaio 2019.
 Croazia
 Cuba
- Defensa Anti-Aérea y Fuerza Aérea Revolucionaria

12 Mi-24D consegnati, 4 in servizio all'aprile 2019.
 Egitto
- El Qūwāt El Gawīyä El Maṣrīya

Si ritiene che almeno uno squadrone di Mi-24V sia in servizio dal 2017, con 12 aeromobili acquisiti.
 Eritrea
- Eritrean Air Force

6 Mi-35 consegnati, 1 in servizio al novembre 2019.
 Etiopia
- Ye Ithopya Ayer Hayl

25 tra Mi-24D, Mi-24P e Mi-24V consegnati, 8 in servizio al gennaio 2020.
 Georgia
- Sak'art'velos samxedro-sahaero dzalebi

9 tra Mi-24V Hind-E consegnati e tutti in servizio al luglio 2020.
 Germania Est
 Germania
 Gibuti
- Force Aérienne du Djibouti

1 Mi-24V Hind-E e 1 Mi-35P Hind-F Plus consegnati, tutti in servizio al dicembre 2020.
 Guinea
- Force Aérienne de Guinée

4 tra Mi-24RSh e Mi-25 consegnati, 3 in servizio al maggio 2021.
 Guinea Equatoriale
- Fuerza Aérea de Guinea Ecuatorial

7 tra Mi-24V e Mi-24P consegnati.
 India
- Bhāratīya Vāyu Senā

20 Mi-24 consegnati.
 Indonesia
 Iraq
 Kazakistan
- Sily Vozdušnoj Oborony Respubliki Kazachstan

Dei 42/48 Mi-24V consegnati ne rimangono in servizio 18 al maggio 2017, ai quali si sono aggiunti 8 Mi-35M Hind-Plus. Ulteriori 4 Mi-35M sono stati ordinati a maggio 2018.
 Kirghizistan
- Aeronautica militare del Kirghizistan

17 Mi-24D consegnati.
 Libia
- Al-Quwwat al-Jawwiyya al-Libiyya

26 Mi-24D consegnati.
 Macedonia del Nord
- Voeno Vozduhoplovstvo i Protivvozdušna Odbrana

2 Mi-24V Hind-E ricevuti in dono all'Ucraina il 23 marzo del 2001, più altri 8 Mi-24V ricevuti ad aprile e nel settembre nello stesso anno. 2 ulteriori Mi-24K Hind-G2 ex ucraini ricevuti nel dicembre del 2001. Tutti i Mi-24 sono stati messi a terra nel 2021.
 Mali
- Force aérienne de la République du Mali

4 Mi-24D consegnati. 4 Mi-35M ordinati nel 2016, 2 dei quali consegnati nel 2017 e 2 a gennaio 2021. 2 Mi-24P di seconda mano consegnati a marzo 2022. Un ulteriore Mi-24P di seconda mano ricevuto dalla Russia il 9 agosto 2022.
 Mongolia
- Agaaryn Dovtolgoonoos Khamgaalakh Tsergiyn Komandlal

13 Mi-24D consegnati e tutti ritirati dal servizio al marzo 2024.
 Mozambico
- Força Aérea de Moçambique

16 Mi-25 Hind-D consegnati.
 Namibia
- Namibian Air Force

2 Mi-24V forniti dalla Libia tra il 1999 e il 2000.
 Nicaragua
- Forza aerea dell'Esercito nicaraguense

36 Mi-24D consegnati.
 Niger
- Armée de l'air du Niger

12 Mi-35 ordinati ad ottobre 2019 (tre, secondo altre fonti).
 Nigeria
- Nigerian Air Force

26 Mi-24 di seconda mano acquistati tra il 2000 ed il 2014, 18 dei quali operativi all'ottobre 2018. Un ordine per ulteriori 12 Mi-35M (più 6 in opzione) è stato confermato in occasione del Salone AAD-2016 Africa Aerospace & Defence Expo.
 Pakistan
- Pak Fauj - 4 Mi-35M Hind-E consegnati entro agosto 2017.[85]

 Perù
- Fuerza Aérea del Perú

18 in servizio al dicembre 2016, dei quali 16 acquistati in parte nuovi e in parte di seconda mano tra il 1983 e il 1992, e tutti in fase di aggiornamento alla versione Mi-35P insieme ad ulteriori 2 esemplari ex russi acquistati nel 2011 e già riconvertiti.
 Polonia
- Wojska Lądowe

50 tra Mi-24D e Mi-24V consegnati. 22 Mi-24 in servizio al settembre 2022. Varsavia vorrebbe dotarsi di nuovi elicotteri d’attacco sotto il programma di Stato denominato Kruk, ma, avrebbe perseguito parallelamente la “modernizzazione limitata” della propria flotta di 28 Mi-24 al fine di consentire un passaggio graduale ai nuovi velivoli che non dovrebbero tuttavia giungere prima del 2026.
 Russia360 in servizio attivo
 Ruanda
- Force Aérienne Rwandaise

7 Mi-24 in servizio al settembre 2024. 4 Mi-35M ordinati nel 2019 e consegnati nel 2022.
 Senegal
- Armée de l'air du Sénégal

3 esemplari ex slovacchi, aggiornati allo standard Mi-24V in Polonia.
 Serbia
- Vazduhoplovstvo i PVO Vojske Srbije

A febbraio 2019, il governo serbo approvato l'acquisto di 7 Mi-35. 4 Mi-35M consegnati al dicembre 2019. 11 Mi-35P ex ciprioti acquistati a gennaio 2023 e consegnati tra il 19 e il 21 novembre dello stesso anno. I primi 6 Mi-35P ex ciprioti, dopo un aggiornamento e la riverniciatura, sono stati immessi in servizio il 18 settembre 2024.
 Sierra Leone
 Slovacchia
 Sri Lanka
 Sudan
- Al-Quwwat al-Jawwiyya al-Sudaniyya

48 tra Mi-24D e Mi-24F in servizio al luglio 2019.
 Sudan del Sud
- South Sudan Air Force

6 Mi-24V in servizio al gennaio 2021.
 Siria
 Tagikistan
 Togo
- Force aérienne togolaise

3 Mi-35M consegnati a novembre 2022.
 Uganda
 Ungheria
- Magyar légierő

12 esemplari (dei 20 che erano immagazzinati) sono stati inviati al 419º Aircraft Repair Plant (419 ARZ), una controllata di Rostec's Russian Helicopters, dove saranno revisionati, modernizzati e dotati di NVG (Night Vision Googles). 8 tra Mi-24D e Mi-24V in servizio al gennaio 2023.
 Ucraina
- Forze terrestri ucraine

Al dicembre 2019 erano in organico tra 125 e 133 gli esemplari di varie versioni, ma solo una ventina in condizioni di volo. 8 Mi-24V ex Aeronautica militare Ceca sono stati consegnati tra luglio 2022 e marzo 2024.
 Stati Uniti
 Uzbekistan
- Aeronautica militare e difesa aerea dell'Uzbekistan

25 Mi-35 in servizio al dicembre 2017, più 12 Mi-35M ordinati a novembre 2017, con consegne a partire dal 2018.
 Venezuela
- Ejército Nacional de la República Bolivariana de Venezuela

10 Mi-35M ordinati nel 2005, consegnati nel 2010. Un esemplare è stato perso a febbraio 2019, portando a 9 gli esemplari in servizio.
 Vietnam
 Yemen
 Zimbabwe
- Air Force of Zimbabwe

6 Mi-35 consegnati ed in servizio al maggio 2018.

## Elicotteri comparabili
- Bell AH-1 SuperCobra
- Boeing AH-64 Apache
- Denel AH-2 Rooivalk
- AgustaWestland AW129
- CAIC WZ-10
- Eurocopter Tiger
- Eurocopter Panther
- HAL Light Combat Helicopter
- Kawasaki OH-1
- / Kamov Ka-50
- / Mil Mi-28

## Il Mi-24 Hind nella cultura di massa
Nella scena finale del film d'azione Rambo III il protagonista Rambo, alla guida di un carro armato, affronta un colonnello sovietico alla guida di questo elicottero. In realtà l'elicottero impiegato per le riprese era un Aérospatiale SA 330 Puma, modificato al fine di sembrare un Mi-24 A. 
Nel film Top Gun: Maverick, Tom Cruise, dopo essere precipitato viene attaccato da un Mil Mi-24 nemico, che viene poi abbattuto dal cacciabombardiere F-18 del pilota Rooster.
Nel videogioco Metal Gear Solid per PlayStation è presente la versione "Hind D". Durante la missione, il protagonista Solid Snake dovrà abbattere l'elicottero con un lanciamissili Stinger per avanzare nel gioco.  Lo stesso modello compare inoltre in Metal Gear e Metal Gear 2: Solid Snake.
Nel videogioco Call of Duty: Black Ops è presente l'elicottero d'assalto Hind utilizzabile nella campagna singleplayer, e come ricompensa serie di uccisioni in modalità multiplayer.